# 스무살의 모닝구무스메
스무살의 모닝구무스메(二十歳のモーニング娘。)는 2018년 2월 7일에 발매된 모닝구무스메 20th의 미니 음반이다.

## 개요
- 모닝구무스메 20th 명의로서 CD 발매는 이번 작품이 처음이다.
- 모닝구무스메의 미니 앨범으로는 2006년 12월 13일에 발매된 "7.5 후유후유 모닝구무스메 미니!" 이후 11년 2개월 만이다.
- 초회생산한정반(CD+DVD)과 통상판(CD)의 2형태로 발매 예정.
- 발매를 앞두고 1월 28일 24:00부터 "모닝커피 (20th Anniversary Ver.)", "꽃이 피고 햇빛 받고"의 2곡이 주요 음원 사이트에서 선행 착신했다.

## 수록곡
1. モーニングコーヒー(20th Anniversary Ver.) (노래 : 모닝구무스메 20th)
작사, 작곡 : 층쿠 / 편곡 : 사쿠라이 데쓰타로
2. WE ARE LEADERS! ～リーダーってのもつらいもの～ (노래 : 모닝구무스메 리더즈(나카자와 유코, 이이다 카오리, 야구치 마리, 요시자와 히토미, 후지모토 미키, 다카하시 아이, 니이가키 리사, 미치시게 사유미, 후쿠무라 미즈키)
작사, 작곡 : 마에야마다 켄이치 / 편곡 : 다카하시 유이치
3. 花が咲く 太陽浴びて (노래 : 모닝구무스메'18)
작사, 작곡 : 층쿠 / 편곡 : 히라타 쇼이치로
4. ENDLESS HOME (노래 : 아베 나츠미 feat. 후쿠무라 미즈키, 오다 사쿠라)
작사, 작곡 : 오모리 세이코 / 편곡 : 기쿠치 세이치
5. お天気の日のお祭り (노래 : 모닝구무스메'18)
작사, 작곡 : 층쿠 / 편곡 : 이타가키 유스케
6. タネはツバサ(Wings of the Seed) (노래 : 나카자와 유코, 이시구로 아야, 이이다 카오리, 아베 나츠미, 후쿠다 아스카)
작사 : 사에키 겐조 / 작곡 : 사쿠라이 데쓰타로 / 편곡 : 코우노 신
7. 五線譜のたすき (노래 : 모닝구무스메'18)
작사 : 코다마 아메코 / 작곡 : 호시베 쇼우 / 편곡 : 카토 유스케, 호시베 쇼우
8. 愛の種(20th Anniversary Ver.) (노래 : 모닝구무스메 20th)
작사 : 사에키 겐조 / 작곡, 편곡 : 사쿠라이 데쓰타로